# Список міністрів з надзвичайних ситуацій України
Список персон, які керували Штабом Цивільної оборони України, Міністерством України у справах захисту населення від наслідків аварії на Чорнобильській АЕС, Міністерством України з питань надзвичайних ситуацій та у справах захисту населення від наслідків Чорнобильської катастрофи та надзвичайних ситуацій з 1991 року.
| № | Час повноважень            | Портрет | Ім'я                        |
| 1 | 1986 — жовтень 1993        |         | Бондарчук Микола Степанович |
| 2 | липень 1993 — травень 1997 |         | Гречанінов Віктор Федорович |

| № | Час повноважень              | Портрет           | Ім'я                            |
| 1 | 3 серпня 1990 — грудень 1994 | Георгій Готовчиць | Готовчиць Георгій Олександрович |
| 2 | січень 1995 — серпень 1996   | Володимир Холоша  | Холоша Володимир Іванович       |

## Міністри України з питань надзвичайних ситуацій та у справах захисту населення від наслідків Чорнобильської катастрофи
| № | Час повноважень                     | Портрет           | Ім'я                         |
| 3 | 31 серпня 1996 — 8 лютого 1999      | Валерій Кальченко | Кальченко Валерій Михайлович |
| 4 | 22 березня 1999 — 30 листопада 2002 | Василь Дурдинець  | Дурдинець Василь Васильович  |
| 5 | 30 листопада 2002 — 20 липня 2004   |                   | Рева Григорій Васильович     |

## Міністри України з питань надзвичайних ситуацій
| № | Час повноважень               | Портрет | Ім'я                     |
| 5 | 20 липня 2004 — 3 лютого 2005 |         | Рева Григорій Васильович |
| 6 | 4 лютого 2005 — 7 травня 2005 |         | Жванія Давид Важайович   |

## Міністри України з питань надзвичайних ситуацій та у справах захисту населення від наслідків Чорнобильської катастрофи
| №    | Час повноважень                   | Портрет            | Ім'я                          |
| 6    | 7 травня 2005 — 27 вересня 2005   |                    | Жванія Давид Важаєвич         |
| 7    | 27 вересня 2005 — 10 жовтня 2006  |                    | Балога Віктор Іванович        |
| 8    | 12 грудня 2006 — 18 грудня 2007   |                    | Шуфрич Нестор Іванович        |
| 9    | 18 грудня 2007 — 11 березня 2010  |                    | Шандра Володимир Миколайович  |
| 10   | 11 березня 2010 — 9 липня 2010    |                    | Шуфрич Нестор Іванович        |
| в.о. | 10 липня 2010 — 21 липня 2010     |                    | Антонець Володимир Михайлович |
| в.о. | 21 липня 2010 — 12 листопада 2010 | Михайло Болотських | Болотських Михайло Васильович |
| 11   | 12 листопада 2010 — 9 грудня 2010 |                    | Балога Віктор Іванович        |

## Міністри надзвичайних ситуацій України
| №  | Час повноважень               | Портрет | Ім'я                   |
| 11 | 9 грудня 2010 — 3 грудня 2012 |         | Балога Віктор Іванович |